# Годан-хан
Годан-хан (Кодан, Коден, Котон, Ходан) (ᠭᠣᠳᠠᠨ; 1206–1251) — монгольський хунтайджі хубі, що охоплювала землі тангутів, частково тибетців і жовтих уйгурів.

## Життєпис
Походив з династії Чингізідів. Другий син великого кагана Угедей і Торогене-хатун. Отримав від батька частину колишньої Західної Ся. Його ставка якого розташовувалася поблизу Ланьчжоу (сучасна провінція Ганьсу). Його влада була настільки велика, що під 1234 роком «Пагсам -Джонсана» свідчить про його воцаріння «на імператорському троні». Втім ймовірніше, що саме в цей час його неофіційно стали звати Годан-хан. Також мав китайський титул вана.
Навесні 1235 року брав участь у кампанії проти Південної Сун, захопивши сучасну провінцію Хенань та частину Сичуані. У 1237 році отримав у володіння землі навколо озера Кукунор.
У 1239 році Годан-хан відправив до Центрального Тибету (області Цанг і Уй) 30-тисячне військо під орудою Легдже і Дорда-тархана. Монголи дійшли до Пханьюла або П'анпо (на північ від Лхаси), відбулися 3 битви (в них тибетці зазнали поразки), були спалені 2 монастирі секти Кадами — Ретінг й Рґял-лха-ханг, вбито священника-правителя Сетена і 500 ченців. У 1241 році правителі центрального Тибету визнали владу монголів, проте влада Годана тут не була міцною.
У 1244 році він запросив до себе голову школи Сак'я — Сак'ю-пандіту. Причини цьому були політичні, релігійні та особисті. З одного боку останній відіграв значну роль в визнанні Центральним ТИбетом влади Годана, зіншого сам монгольський нойона зацікавився буддизмом. Також ймовірно в цей час хворів, тому розраховував отримати медичну допомогу, оскільки страждав на якусь шкірну хворобу.
У 1245 році вирушив на курултай, де йшлося про обрання нового великого кагана. Підтримав рідного брата Ґуюка, що 1246 року став новим володарем Монгольської імперії. 1247 року Годан повернувся до себе, де зустрів Сак'ю-пандіту. Встановив з ним довірливі відносини, завдяки чому значна частина Тибету визнала зверхність монголів та почала сплачувати данину. Разом з тим Сакя-пандіта та 2 його небіжи фактично стали заручниками монголів. Сам Годан став учнем пандіти в буддизмі, якому від імені монголів передав тимчасову владу над Тибетом, а потім звів  монастир-резиденцію Тулпеде.
У 1248 році після смерті брата Гуюка брав участь в боротьбі Угедеїдів проти Толуїдів за владу в імперії. Помер 1251 року, перед тим отримавши від великого кагана Мунке  володіння в Тибеті й право підтримувати школу Сак'я. Його володіння розділили сини Мергідей, Менгут і Чибі-Темур.